# 感城镇
感城镇是中华人民共和国海南省东方市下辖的一个镇。区域面积192.44平方千米。

## 行政区划
感城镇下辖以下村级行政区划单位：
感城村、扶宅村、陀头村、陀烈村、生旺村、民兴村、不磨村、尧文村、宝西村、宝东村、入学村、加富村、凤亭村、感北村和感南村。